# Amietia johnstoni
Amietia johnstoni es una especie  de anfibios de la familia Pyxicephalidae.

## Distribución geográfica
Es endémica del sur de Malaui.

## Estado de conservación
Se encuentra amenazada de extinción por la pérdida de su hábitat natural.